# Ibacinae
Ibacinae is een onderfamilie van kreeftachtigen uit de klasse van de Malacostraca (hogere kreeftachtigen).

## Geslachten
- Evibacus Smith, 1869
- Ibacus Leach, 1815
- Parribacus Dana, 1852